# Кривцово (Рязанская область)
Кривцово — деревня в Шиловском районе Рязанской области в составе Шиловского городского поселения.

## Географическое положение
Деревня Кривцово расположена на правом берегу реки Оки в 5 км к юго-западу от пгт Шилово. Расстояние от села до районного центра Шилово по автодороге — 5,4 км.
Деревня окружена небольшими перелесками. К западу от неё находятся урочища Седой Бугор и Марьин утёс; к югу — территория шиловского садового товарищества «Ока» и карьеры; к северу, за рекой Окой, пойменные озера — Преслино, Глубокое и Семичное. Ближайшие населенные пункты — пгт Шилово, села Крутицы и Константиново.

## Население
По данным переписи населения 2010 г. в деревне Кривцово постоянно проживают 5 чел. (в 1992 г. — 19 чел.).

## Происхождение названия
Происхождение названия деревни Кривцово на сегодняшний день неизвестно. Вероятнее всего, в его основе лежит фамилия первопоселенца либо владельца. В «Списках населенных мест Российской империи» за 1862 г. деревня упоминается как Кривцева.

## История
Окрестности деревни Кривцово богаты памятниками археологии. К северу от деревни, на правом берегу реки Оки, обнаружены остатки 2-х селищ эпохи бронзового века (конец 2 тыс. до н. э.) и селища эпохи раннего железного века (1 тыс. до н. э. — 1 тыс. н. э.).
На западной окраине деревни расположено древнерусское городище «Седой Бугор» XII—XIII вв. Городище занимает высокий холм, укреплено валом (высотой 6 м) и рвом. Культурный слой содержит отложения эпохи раннего железного века (городецкая культура) и древнерусского времени. Бугор назван в народе седым от того, что порос чернобыльником. По местной легенде, здесь было убито так много людей, что от горя даже трава поседела (запись со слов местного жителя А. Макарова, комплексная экспедиция Шиловского музея 1991 г.).
Современная деревня Кривцово была основана местным помещиком в 1810—1815 гг.
К 1891 г., по данным И. В. Добролюбова, деревня Кривцово относилась к приходу Преображенской церкви села Новоселки (сейчас — в черте пгт Шилово).
19 апреля 2006 г., на основании постановления Рязанской областной Думы, деревня Кривцово была передана из Задубровского сельского округа в состав Шиловского городского поселения.

## Транспорт
В 1 км к югу от деревни находится остановочный пункт «Крутицы» железнодорожной линии «Рязань — Пичкиряево» Московской железной дороги.

## Достопримечательности
- Городище «Седой Бугор» XII—XIII вв. Городище занимает высокий холм на берегу реки Оки, укреплено валом (высотой 6 м) и рвом.[4]